# یاغلی‌وند پایین
یاغلی‌وند پایین (به ترکی آذربایجانی: Aşağı Yağləvənd) یک منطقهٔ مسکونی در جمهوری آذربایجان است که در شهرستان فضولی واقع شده‌است. یاغلی‌وند پایین ۲٬۱۹۱ نفر جمعیت دارد.